# 索布雷罗-迪拜舒
索布雷罗-迪拜舒是葡萄牙布拉干萨区的一个堂区。总面积18.68平方公里，总人口404人，人口密度21.6人/平方公里。